# Thunderstone
Thunderstone é uma banda de power metal originária de Helsinque, Finlândia. A banda foi fundada pelo guitarrista Nino Laurenne em 2000.

## Biografia
No início de 2000 Nino Laurenne, depois de abandonar a banda de speed metal e thrash metal, Antidote, decidiu iniciar um projecto novo. Gravou a sua primeira demo nos Sonic Pump Studios. Como este projecto começava a ganhar forma, Laurenne teve de recrutar mais músicos: o baixista Titus Hjelm (também da banda Antidote), Pasi Rantanen (vocais) e Mirka Rantanen como baterista. No Verão de 2001 o teclista Kari Tornack juntou-se á banda.
Nos finais deste ano a banda assinou contrato com a Nuclear Blast. Em 2002 a bança lança o seu primeiro álbum Thunderstone.
Em 2003 a banda fez uma tour europeia com as bandas Stratovarius e Symphony X.
Em 2004 a banda apresenta um novo trabalho, The Burning, que conta com a participação de Michael Romeo (Symphony X) na faixa "Drawn To The Flame".
Apesar da tour com a banda Iced Earth ter sido cancelada, Thunderstone não ficou parado e foi em tour com Axel Rudi Pell, tendo participado no Germany's Wacken Open Air, um festival de metal alemão. 
Em 2007 Pasi Rantanen e Kari Tornack saíram da banda e foram substituídos por Tommi "Tuple" Salmela e Jens Johansson.Em seguida foram substituídos por Rick Altzi e Jukka Karinen,respectivamente.
Ainda em 2007 Thunderstone participou na pré-selecção finlandesa para o Festival Eurovisão da Canção. Ficaram em segundo com 33% dos votos. 
Em 2005, o guitarrista Nino Laurenne foi convidado pela banda Hevein para uma pequena participação como vocalista. 

## Membros

### Actuais
- Nino Laurenne – guitarra e backing vocals
- Titus Hjelm - baixo e backing vocals
- Mirka Rantanen - bateria
- Jukka Karinen - teclados
- Rick Altzi - vocais

### Ex-membros
- Pasi Rantanen - vocais
- Kari Tornack - teclados
- Tommi "Tuple" Salmela - vocais

## Discografia

### Álbuns
- Thunderstone (2002)
- The Burning (2004)
- Tools of Destruction (2005)
- Evolution 4.0 (2007)
- Dirt Metal (2009)
- Apocalypse Again (2016)

### Singles
- VIRUS (2002)
- TOOL OF THE DEVIL (2005)
- 10000 WAYS (2006)
- FOREVERMORE / FACE IN THE MIRROR  (2007)
- I ALMIGHTY (2009)